# Bague en boghei
La bague en boghei (ou "boghey" ou "boguet") est un jeu d’eau et d’adresse pratiqué tous les ans le lundi suivant la Saint-Éloi (dernier week-end de juillet) à Gémenos, dans les Bouches-du-Rhône en région Provence-Alpes-Côte d’Azur. 
Le jeu de la bague en boghei fait l’objet d’une fiche à l’Inventaire du patrimoine culturel immatériel en France.

## Historique
Les origines du jeu remontent au moins au début du XXe siècle. Il a toujours été pratiqué à la même date, c’est-à-dire juste après la Saint-Éloi, qui se trouve fin juillet. La bague en boghei est aujourd’hui encore pratiquée à Gémenos, à Fuveau, Cuges-les-Pins et Lascours, mais elle était autrefois également jouée dans le Var à Saint-Maximin-la-Sainte-Baume, mais aussi à Meyrargues, La Ciotat et Château-Gombert (Bouches-du-Rhône). 
Ce jeu est également connu dans le Pas-de-Calais, avec des noms différents cependant, à savoir "jeu du seau", "lance mouillée" ou "jeu du baquet".

## Description de la bague en boghei
Le jeu de la bague en boghei fait partie des festivités de la Saint-Éloi, à la fin du mois de juillet. Cette célébration est courante dans les villages de Provence. Le jeu se déroule lors d’une journée consacrée à l’amusement. La bague en boghei a généralement lieu le matin, et l’après-midi est consacré aux enfants. Ces derniers peuvent se divertir à « la poêle au cirage », au « citron dans la fontaine » et à d’autres jeux, les adultes pratiquent la bague en boghei dans les rues du village. 
Les joueurs sont placés sur un boghei, un charreton, tiré par un cheval ou un âne. Sur cette installation, ils descendent la rue de Flore (à Gémenos), traversée par une poutre hissée à 3 mètres de hauteur. À cette poutre est suspendu par une corde un seau rempli d’eau (bague), sous lequel est fixée une planche. Cette planche comporte un trou. Lorsque les participants arrivent en boghei en dessous de la planche, ils doivent faire passer une perche de bois dans le trou. Elle doit y rentrer entièrement et ressortir de l’autre côté. S’ils échouent et tapent la planche, celle-ci fait renverser le seau, dont le contenu atterrit sur le joueur malchanceux. 
Il faut signaler que la stabilité des joueurs sur le boghei est quasiment nulle, ce qui conduit dans la majeure partie des cas à l’échec. Le seau est également en mouvement puisque suspendu à une simple corde. Toutefois, les rares gagnants sont honorés d’une récompense (aujourd’hui une bouteille de pastis en général). Pour les autres, l’eau leur permet de se rafraichir puisque le mois de juillet est généralement très chaud dans ces régions. Évidemment, les spectateurs sont impliqués au jeu en recevant quelquefois des seaux d’eau. 